# Săcalu de Pădure
Săcalu de Pădure – wieś w Rumunii, w okręgu Marusza, w gminie Brâncovenești. W 2011 roku liczyła 316 mieszkańców.